# 富岳 (超级计算机)

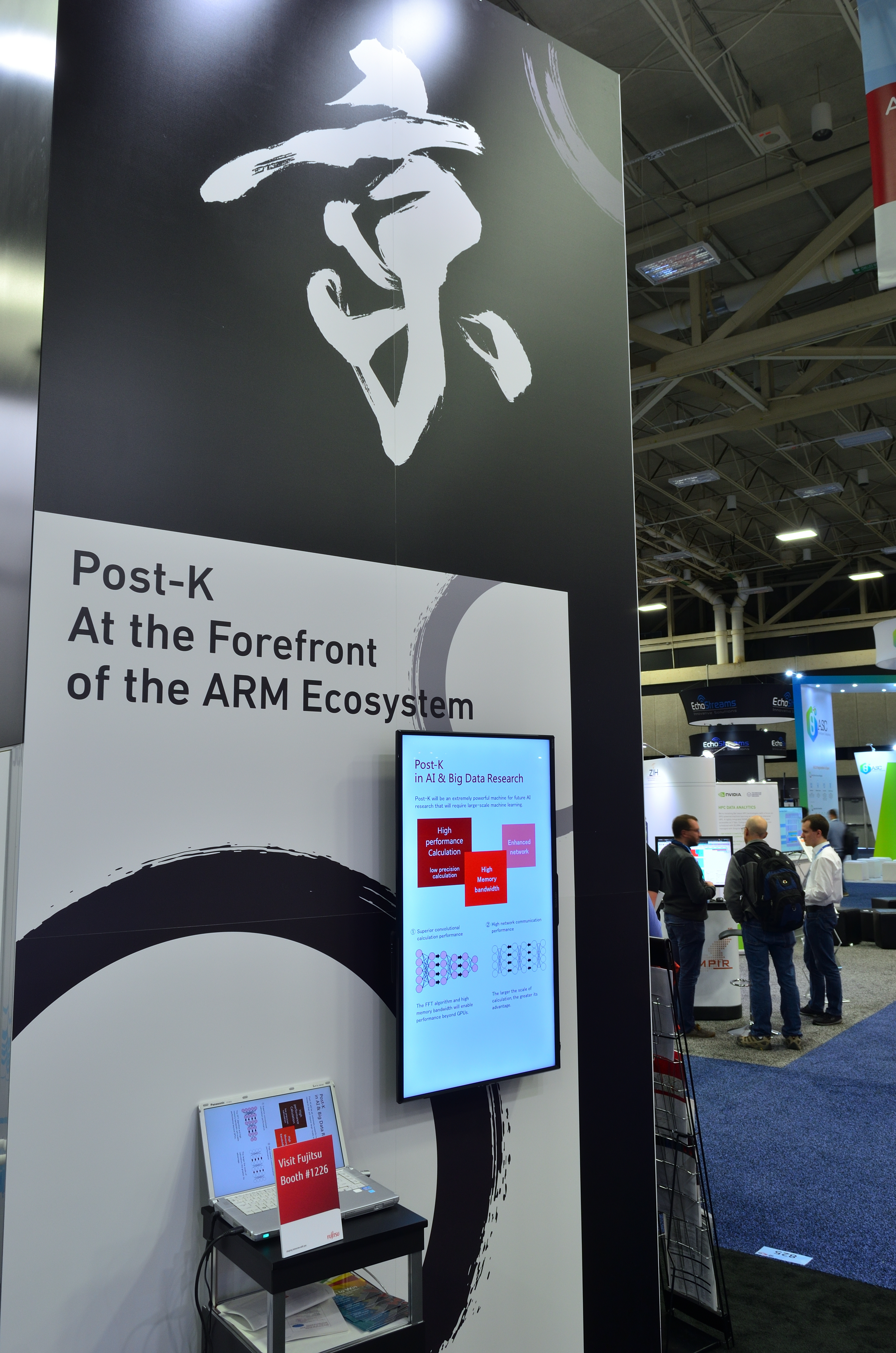
京/富岳 - SC 18展覽會

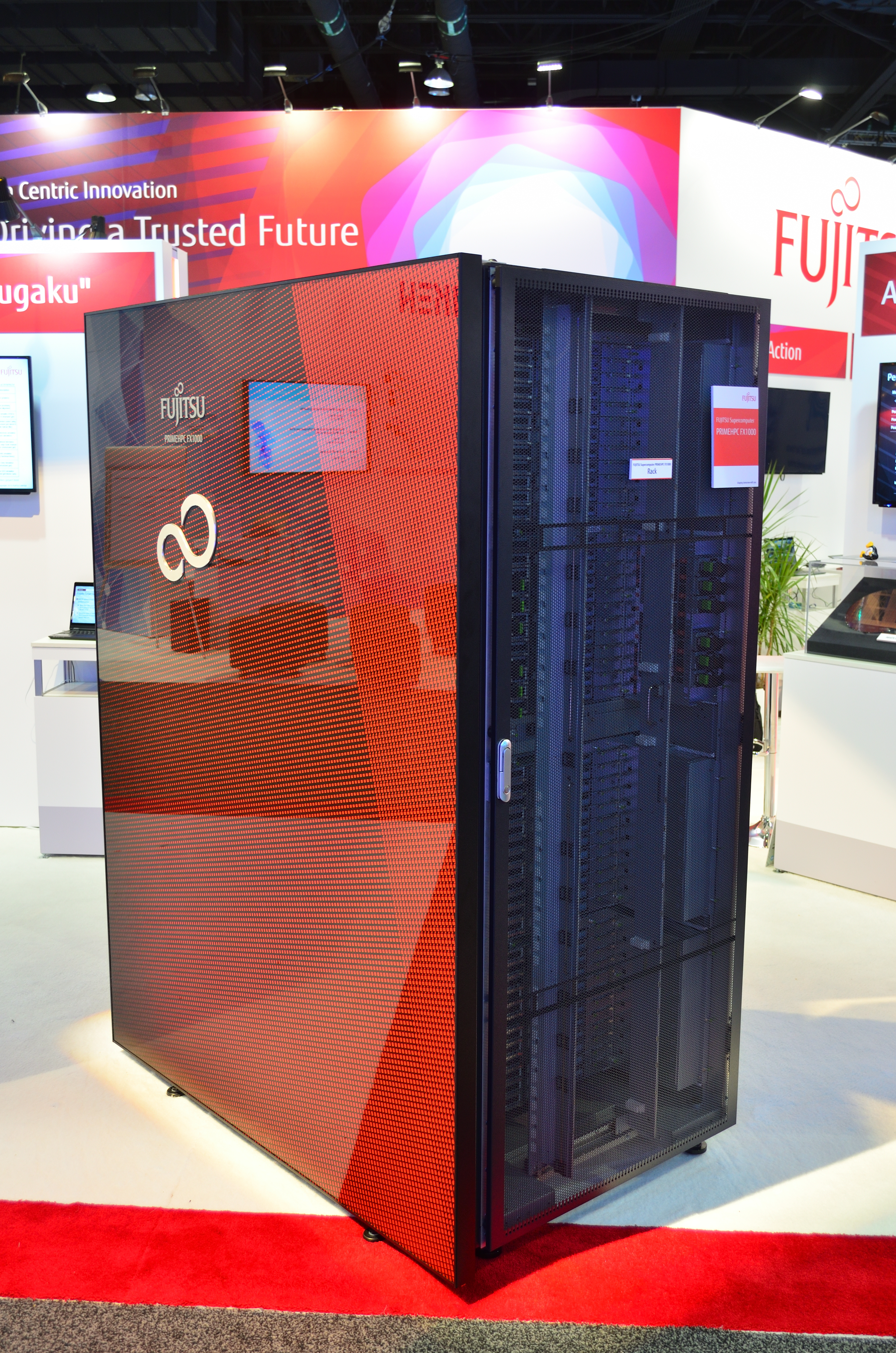
PRIMEHPC FX1000 (富岳節點) - SC 19展覽會

富岳（日语：／ Fugaku */?）是富士通与日本理化学研究所共同发明的超級電腦，作为「京」的后继机型。其名「富岳」是富士山的別稱。2014年开始研发，2021年正式啟用。部署在兵庫縣神戶市中央區港灣人工島上的理化學研究所計算科學研究中心內，其运算能力為京的100至120倍，耗电为30百萬瓦至40百萬瓦，京的耗电为12.7百萬瓦。
富岳是全球首度奪冠的ARM架構超級電腦，採用富士通48核心A64FX SoC，與過往超級電腦大多採用的Intel或AMD的x86、x64主流平台不同。富岳共有158,976個節點，尖峰性能可達到1 exaFLOPS（1,000 petaFLOPS）。富岳除了在Linpack中拿到好成績，也在HPL-AI中獲得1.421 exaFLOPS。
2020年6月23日，富岳正式獲認證，以415 PFLOPS計算速度成為TOP500排名第一的超級電腦。之后同年11月17日發表的TOP 500排行榜成功蟬聯第一。
神戶新交通港灣人工島線的京電腦前站於2021年6月19日更名為計算科學中心站時，將副站名同時變更為『神戶動物王國・「富岳」前』，以紀念富岳榮獲TOP500排行第一。

## 应用
2023年5月22日，日本东京工业大学、富士通、理化学研究所和东北大学宣布将利用“富岳”于研发日语生成式AI。
2024年2月27日，中華民國交通部中央氣象署为提升數值天氣預報能力，採用“富岳”的商用技術，建置出計算力達到10PFlops的超级电脑，也是該署第六代超级电脑。

## 外部連結
- 日本理化学研究所计算科学研究中心——富岳 （页面存档备份，存于）

| 紀錄          | 紀錄                                          | 紀錄              |
| ------------- | --------------------------------------------- | ----------------- |
| 前任者： 高峰 | 世界最强的超级计算机 2020年6月23日至2022年5月 | 繼任者： Frontier |